# 헤일로: 마스터 치프 콜렉션
《헤일로: 마스터 치프 콜렉션》(Halo: The Master Chief Collection)은 엑스박스 원용 헤일로 시리즈 중 1인칭 슈팅 게임 비디오 게임의 합본이다. 2014년 11월 11일에 출시된 이 합본은 다른 스튜디오와 파트너십 관계를 맺은 343 인더스트리에 의해 개발되었으며 마이크로소프트 스튜디오에 의해 배급되었다. 이 합본은 헤일로: 전쟁의 서막 애니버서리, 헤일로 2, 헤일로 3, 헤일로 4로 구성되어 있으며 이들은 원래 초기 엑스박스 플랫폼에 출시되었다. 이 릴리스의 각 게임은 그래픽 업그레이드가 있었으며, 헤일로 2는 콜렉션에 예외적으로 소리와 시각의 고선명 리디자인을 거쳤다. 이 게임에는 라이브 액션 시리즈 헤일로: 나이트폴, 헤일로 5: 가디언 다인용 베타로의 접근 권한(시간 제한 있음)을 포함한다.

## 반응
《헤일로: 마스터 치프 콜렉션》은 대체적으로 긍정적인 평가를 받았다.